# Don Stroud
Donald Lee Stroud (Honolulu, 1 september 1943) is een Amerikaans acteur, muzikant en surfer. Stroud vertolkte rollen in meer dan 100 films en 200 televisieseries.

## Biografie
Stroud werd geboren in Honolulu op 1 september 1943 als zoon van vaudeville-acteur Clarence Stroud en zangeres Ann McCormack. Hij groeide op bij zijn moeder en zijn stiefvader Paul Livermore op Hawaï. Op 16-jarige leeftijd behaalde Stroud een zwarte band in de Hawaiiaanse vechtkunst Kajukenbo.
Hij begon met surfen op 3-jarige leeftijd en gaf surfles terwijl hij nog op de middelbare school zat. Toen hij als redder werkte op het Kahala Hilton-strand huurden producers Stroud in als body double voor Troy Donahue's surfscènes in een aflevering van Hawaiian Eye. Daarna vroeg Donahue Stroud om naar Los Angeles te verhuizen om acteur te worden, terwijl hij ook Donahue's gevechtsdubbel en lijfwacht was.
Na banen als het parkeren van auto's, portier en uiteindelijk manager bij de Whisky a Go Go in Hollywood, kreeg hij advies over hoe hij als acteur aan de slag kon van Sidney Poitier, die de club vaak bezocht. Poitier bracht Stroud in contact met Dick Clayton, die ook agent was voor acteurs als James Dean, Michael Douglas, Al Pacino en Burt Reynolds. Met zijn 1,88 meter en ongeveer 90 kilo speelde Stroud vaak schurken en stoere kerels.

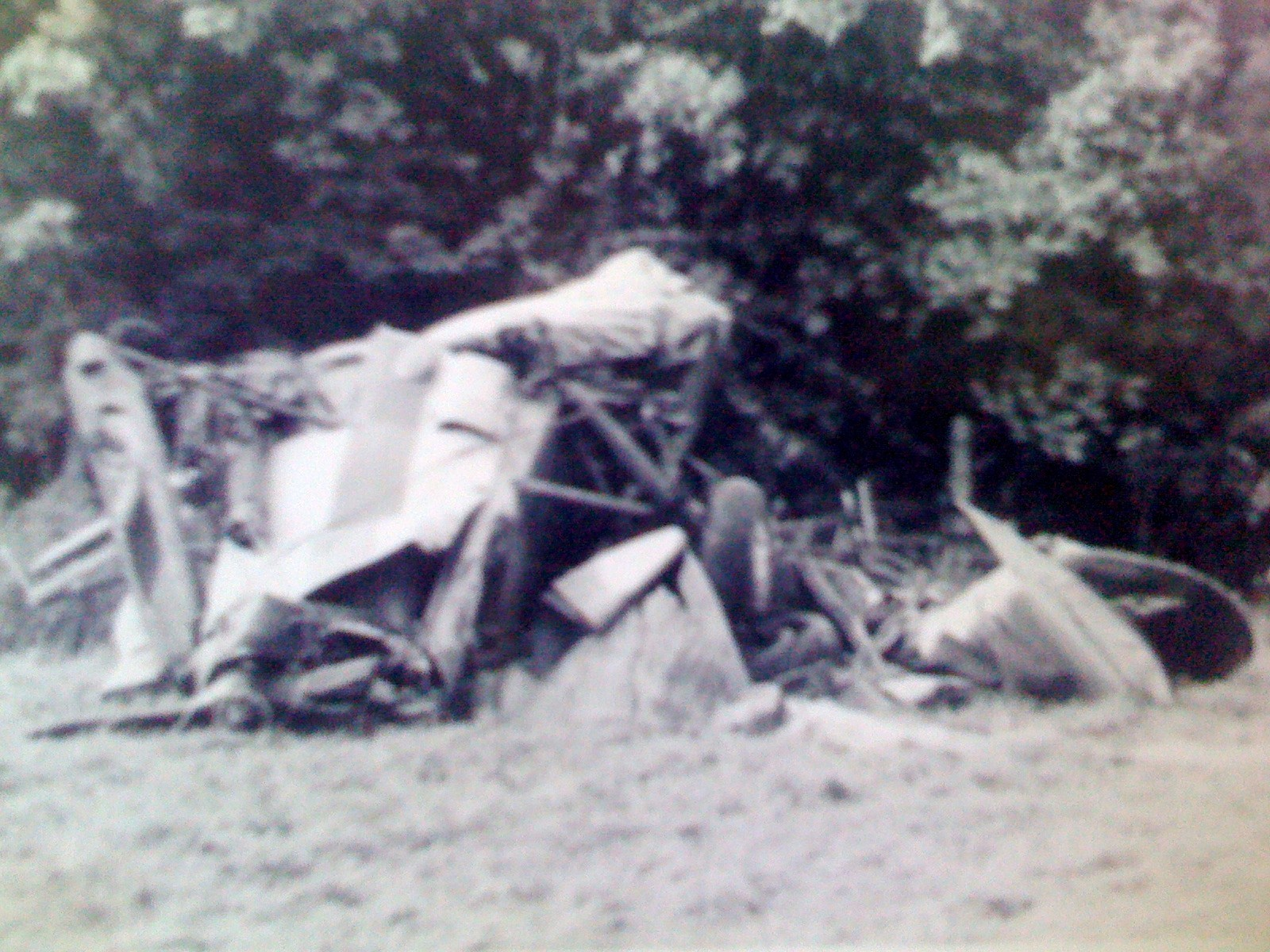
De gecrashte dubbeldekker tijdens de opnames van Von Richthofen and Brown in 1970.

Op 16 september 1970, tijdens een scène met een laagvliegende dubbeldekker voor de film Von Richthofen and Brown, raakte de piloot buiten westen nadat een eend door de propeller gevlogen was. Het vliegtuig stortte neer en belandde ondersteboven in de Liffey, een rivier in het oosten van Ierland. Stroud was ongedeerd en redde de gewonde piloot door te blijven watertrappelen totdat reddingswerkers hen bijna een uur later vonden.
Ergens in 1989 of 1990 probeerde Stroud een man te helpen die overvallen werd op straat in Greenwich Village. Tijdens de confrontatie liep Stroud meerdere messteken op, raakte gedeeltelijk verlamd in zijn gezicht en kan één oog niet meer gebruiken. Het slachtoffer van de overval vluchtte weg.
Stroud trad in 1973 in het huwelijk met Sally Ann Little. In 1979 ging het koppel uit elkaar. In 1982 trouwde hij met Linda Hayes, maar in 1992 liep ook dat huwelijk spaak. Sinds 1994 is hij getrouwd met Teri Sullivan.

## Carrière

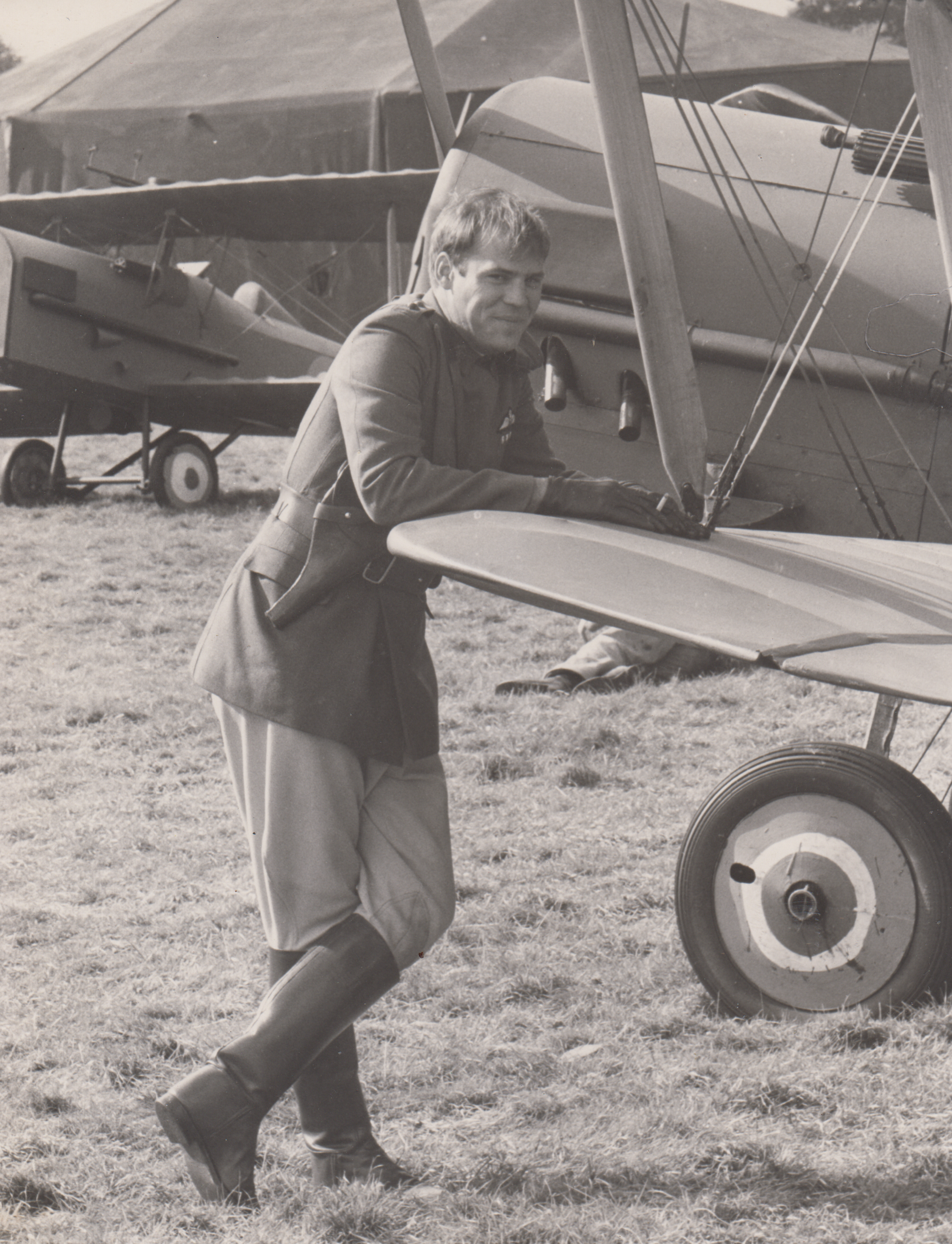
Stroud tijdens de opnames van Von Richthofen and Brown in 1970.

Strouds filmdebuut in Hollywood was een rol in Games (1967). In 1968 tekende hij bij Universal Pictures een contract voor vijf films en datzelfde jaar speelde hij een rol in Madigan. Stroud verscheen ook met Clint Eastwood in twee films: Coogan's Bluff (1968) en Joe Kidd (1972).
Stroud speelde mee in twee films van Roger Corman: Bloody Mama (1970) en Von Richthofen and Brown (1971). Voor die laatste film leerde Stroud de beginselen van het vliegen zodat hij met het vliegtuig kon opstijgen en landen, waardoor sommige scènes realistischer werden.
In de film Murph the Surf (1975) speelde hij tegenover Robert Conrad de rol van de echte juwelendief Jack Murphy. Conrad en Stroud hadden samen ook een vechtsportscène in Sudden Death (1977).
Hij speelde in de thriller/horrorfilm Death Weekend (1976) (ook bekend als The House By the Lake), en had een bijrol in de culthorrorfilm The Amityville Horror (1979). Andere films in het genre zijn The Killer Inside Me (1976) en Sweet Sixteen (1983).
In The Buddy Holly Story (1978) vertolkte hij de rol van de drummer van de overleden muzikant, waarbij hij live op de drums speelde voor twee- of drieduizend figuranten. In James Bond speelde hij een schurk in de film Licence to Kill (1989).
Zijn voorlopig(2024) laatste rol in een bioscoopfilm dateert van 2012 in Django Unchained.
Op televisie maakte Stroud zijn debuut in 1966 in de westernserie The Virginian. Onder contract bij Universal verscheen hij onder andere in Barnaby Jones, Cannon, Charlie's Angels, Ironside, Hawaii Five-O, Marcus Welby, M.D., Starsky and Hutch en The Streets of San Francisco. Stroud had nog veel meer gastoptredens, waaronder in The Fall Guy, Gunsmoke en Hotel. Hij had een terugkerende rol in de miniserie Mrs. Columbo met Kate Mulgrew in de hoofdrol.
In de jaren 90 speelde hij rollen in de televisieseries Nash Bridges en Pensacola: Wings of Gold. In 2011 was hij kort te zien in de nieuwe Hawaii Five-0. Zijn tot dusver laatste(2024) rolvermelding in een televisieserie dateert van 2023 in een aflevering van het vijfde seizoen van Magnum P.I.